# 沃特金斯鎮區 (北卡羅萊納州萬斯縣)
沃特金斯鎮區（英語：Watkins Township）是位於美國北卡羅萊納州萬斯縣的一個鎮區。

## 地方資料
沃特金斯鎮區的面積為26.94平方千米，皆為陸地。根據2020年美國人口普查的數據，當地共有人口366人，而人口密度為每平方千米13.59人。